# Kai-Uwe Goss
Kai-Uwe Goss (* 1964) ist ein deutscher Umweltchemiker und Geoökologe. Seit 2010 ist er Professor für Analytische Umweltchemie an der Martin-Luther-Universität Halle-Wittenberg. Zudem leitet er eine Forschungsgruppe an der Helmholtz-Zentrum für Umweltforschung.
1993 erlangte Goss an der Universität Bayreuth für seine Arbeit zur Adsorption gasförmiger organischer Verbindungen an polaren natürlichen Oberflächen den Doktortitel. Von 1996 bis 2006 war Goss Oberassistent bzw. Privatdozent an der ETH Zürich und an der Eawag.
Forschungsschwerpunkte von Goss sind die physikalisch-chemischen Eigenschaften von organischen Chemikalien und deren Aufnahme, Verteilung, Umwandlung und Ausscheidung in Organismen. Dieses Verständnis bzw. die Vorhersagbarkeit ist wichtig für die Bioakkumulation und Toxizität der Chemikalien sowie entsprechend für die Risikobewertung.
Laut ScienceDirect hat Goss einen H-Index von 47 und kommt auf total 6132 Zitierungen.
Goss ist Mitglied im Editorial Advisory Board der Zeitschrift Environmental Science & Technology.

## Ausgewählte Publikationen
- Kai-Uwe Goss, René P. Schwarzenbach: Linear Free Energy Relationships Used To Evaluate Equilibrium Partitioning of Organic Compounds. In: Environmental Science & Technology. Band 35, Nr. 1, 2001, S. 1–9, doi:10.1021/es000996d.
- Kai-Uwe Goss, Guido Bronner: What Is So Special about the Sorption Behavior of Highly Fluorinated Compounds? In: The Journal of Physical Chemistry A. Band 110, Nr. 51, 2006, S. 14054–14054, doi:10.1021/jp0681045.
- Kai-Uwe Goss, Lukas Linden, Nadin Ulrich, Christian Schlechtriem: Revisiting elimination half live as an indicator for bioaccumulation in fish and terrestrial mammals. In: Chemosphere. Band 210, 2018, S. 341–346, doi:10.1016/j.chemosphere.2018.07.017.